# Krsta Cicvarić
Krsta Cicvarić (srb. Крста Цицварић, ur. 14 września 1879 we wsi Nikojevići, zm. 31 października 1944 w Belgradzie) – serbski pisarz i dziennikarz.

## Życiorys
Był synem Zaharije i Jovanki. Uczył się w gimnazjum w Užicach, w tym czasie zafascynował się ideologią anarchistyczną. Po kłótni i znieważeniu nauczyciela fizyki, a także deklaracji postawy ateistycznej został wydalony ze szkoły. Gimnazjum ukończył w Belgradzie. Przez kilka miesięcy studiował filozofię na Uniwersytecie Wiedeńskim, a następnie na uniwersytecie w Belgradzie. Ostatecznie studia porzucił i otrzymał pracę w urzędzie miejskim w Belgradzie. Pracę tę stracił z powodów politycznych, przez kilka miesięcy przebywał w więzieniu. 
Od roku 1905 wydawał czasopismo anarchistyczne Хлеба и слободе, w 1907 został właścicielem i redaktorem naczelnym pisma Radnička borba (Радничкa борбa), na łamach którego prezentował poglądy anarchosyndykalistyczne. Czasopismo nie przynosiło dochodów i aby się utrzymać pisał do innych czasopism (Pravda, Novi vrijeme, Zvon, Tribuna, Dnevni list). W 1907 napisał artykuł, w którym zadeklarował, że prowadzi walkę z państwem przy użyciu wszelkich środków, także tych niedozwolonych. Został za to skazany na rok więzienia i wysłany do zakładu karnego w Požarevacu. W roku 1908 zwolniony na mocy amnestii. Od roku 1911 wydawał czasopismo Straż (Straža), określane jako pismo wolnej myśli, a następnie pismo Pijemont (Пијемонт).
W czasie I wojny światowej trafił na front i został wzięty do niewoli austro-węgierskiej. Trzy lata spędził w obozie jenieckim w Neusiedl am See. Po zakończeniu wojny powrócił do Belgradu i rozpoczął pracę w piśmie Beogradski dnevnik - pisał głównie artykuły wstępne i polemiki o charakterze politycznym. W sierpniu 1922 objął stanowisko redaktora naczelnego czasopisma. W swoich tekstach koncentrował się na krytyce Partii Radykalnej i jej przywódców, Nikoli Pašicia i Stojana Proticia, był także krytykiem projektu konstytucji Królestwa SHS, uznając, że jest sprzeczna z duchem demokracji. W roku 1923 nawoływał króla Aleksandra do wprowadzenia dyktatury, aby ukrócić samowolę partii politycznych.
W roku 1929 związał się z pismem Balkan, wydawanym przez Svetolika Savicia. W tym czasie Cicvarić pisał głównie o skandalach, przestępstwach, odwoływał się do niesprawdzonych plotek i pogłosek. Artykuły Cicvaricia określano mianem rewolwerowego dziennikarstwa (revolveraško novinarstvo). W każdym kolejnym numerze pisma pojawiały się sprostowania wcześniejszych artykułów. W latach 30. często wyrażał poglądy antychorwackie i antysemickie. W jednym z tekstów oskarżył Żydów o czynienie zła na całym świecie, usprawiedliwiając politykę antyżydowską hitlerowskich Niemiec. 
W czasie niemieckiej okupacji Jugosławii (1941-1944) podupadł na zdrowiu i prawie stracił wzrok. Utrzymywał się pisując do proniemieckich czasopism (Srpski narod, Balkan) teksty o tematyce antyżydowskiej, za co został aresztowany po zajęciu Belgradu przez partyzantów komunistycznych i oskarżony o współpracę z okupantem. Zginął zastrzelony bez sądu w swoim mieszkaniu w Belgradzie przez funkcjonariuszy OZNA. Miejsce jego pochówku pozostaje nieznane.

## Twórczość
Oprócz artykułów publicystycznych Cicvarić pozostawił po sobie 15 książek, o tematyce polityczno-filozoficznej.
- 1905: Из анархистичког програма (скупљени новински чланци)
- 1909: Плава књига о српском питању
- 1909: Основни проблем филозофије
- 1909: Идеализам или материјализам
- 1909: Како ћемо победити Аустрију
- 1909: Анархизам и анархисти
- 1910: Дарвин или Лемарк пад дарвинистичке доктрине
- 1910: Светозар Марковић и бирократски систем пред судом Слободана Јовановића
- 1910: Социјализам и Балканска конфедерација или један крупан успех српске социјалне демократије
- 1910: Српска социјалдемократија на прекрету
- 1910: О Сањину - одбрана и критика
- 1910: Демократија и социјализам
- 1912: Критички есеји
- 1919: Стојан Протић и наш нови устав